# Sistema di sicurezza regionale

Logo del RSS

Il sistema di sicurezza regionale (in inglese Regional Security System o RSS) è un accordo internazionale per la difesa e la sicurezza della regione orientale dei Caraibi.
È stato creato per soddisfare l'esigenza di un bisogno di risposta collettiva alle minacce alla sicurezza, che hanno avuto un impatto sulla stabilità della regione alla fine del 1970 e all'inizio del 1980.

## Membri
- Antigua e Barbuda (dal 1982)
- Barbados (dal 1982)
- Dominica (dal 1982)
- Grenada (dal 1985)
- Saint Kitts e Nevis (dal 1983)
- Saint Vincent e Grenadine (dal 1982)
- Saint Lucia (dal 1982)

## Forze armate
| Paese                     | Forza armata                                        | Denominazione originale                             |
| ------------------------- | --------------------------------------------------- | --------------------------------------------------- |
| Antigua e Barbuda         | Regia forza di difesa di Antigua e Barbuda          | Royal Antigua and Barbuda Defence Force             |
| Barbados                  | Forze di difesa di Barbados                         | Barbados Defence Force                              |
| Dominica                  | Forze di polizia dominicense                        | Commonwealth of Dominica Police Force               |
| Grenada                   | Forza di Polizia Reale di Grenada                   | Royal Grenada Police Force                          |
| Saint Kitts e Nevis       | Forza di Difesa di Saint Kitts e Nevis              | Saint Kitts and Nevis Defence Force                 |
| Saint Vincent e Grenadine | Forza di Polizia Reale di Saint Vincent e Grenadine | Royal Saint Vincent and the Grenadines Police Force |
| Saint Lucia               | Forza di Polizia Reale di Saint Lucia               | Royal Saint Lucia Police Force                      |

## Attività
| Anno | Paese                                            | Operazioni             | Note                                                     |
| ---- | ------------------------------------------------ | ---------------------- | -------------------------------------------------------- |
| 1983 | Grenada                                          | Operazione Urgent Fury | Colpo di Stato socialcomunista                           |
| 1989 | Antigua e Barbuda Montserrat Saint Kitts e Nevis | Uragano Hugo           | Assistenza alla popolazione                              |
| 1990 | Trinidad e Tobago                                | Crisi politica         | Intervento al colpo di Stato                             |
| 1994 | Saint Kitts e Nevis                              | Rivolta in prigione    | Intervento con il servizio anti-sommossa nel carcere     |
| 1995 | Antigua e Barbuda Saint Kitts e Nevis            | Uragani Luis e Marilyn | Assistenza alla popolazione                              |
| 1998 | Saint Kitts e Nevis                              | Uragano Georges        | Assistenza alla popolazione                              |
| 1998 | Saint Vincent e Grenadine                        | Operazione Weedeater   | Intervento per distruggere delle piantagioni di cannabis |
| 2003 | Saint Lucia                                      | Prigione di Bordelais  | Traduzioni dei detenuti nel nuovo carcere                |
| 2004 | Grenada                                          | Uragano Ivan           | Intervento ed assistenza alla popolazione                |
| 2006 | Barbados                                         | Prigione di Glendairy  | Rivolta carceraria                                       |
| 2009 | Saint Vincent e Grenadine                        | Operazione VINCYPAC    | Eradicazione della cannabis                              |
| 2010 | Haiti                                            | Terremoto              | Intervento ed assistenza alla popolazione                |
| 2017 | Dominica                                         | Uragano Maria          | Intervento ed assistenza alla popolazione                |